# WECO Feuerwerk
Die Weco Pyrotechnische Fabrik GmbH (Eigenschreibweise WECO) ist ein 1948 gegründeter Hersteller von Feuerwerkskörpern mit Hauptsitz im nordrhein-westfälischen Eitorf. Weco ist nach eigenen Angaben Marktführer im Feuerwerksbereich in Deutschland und Europa.

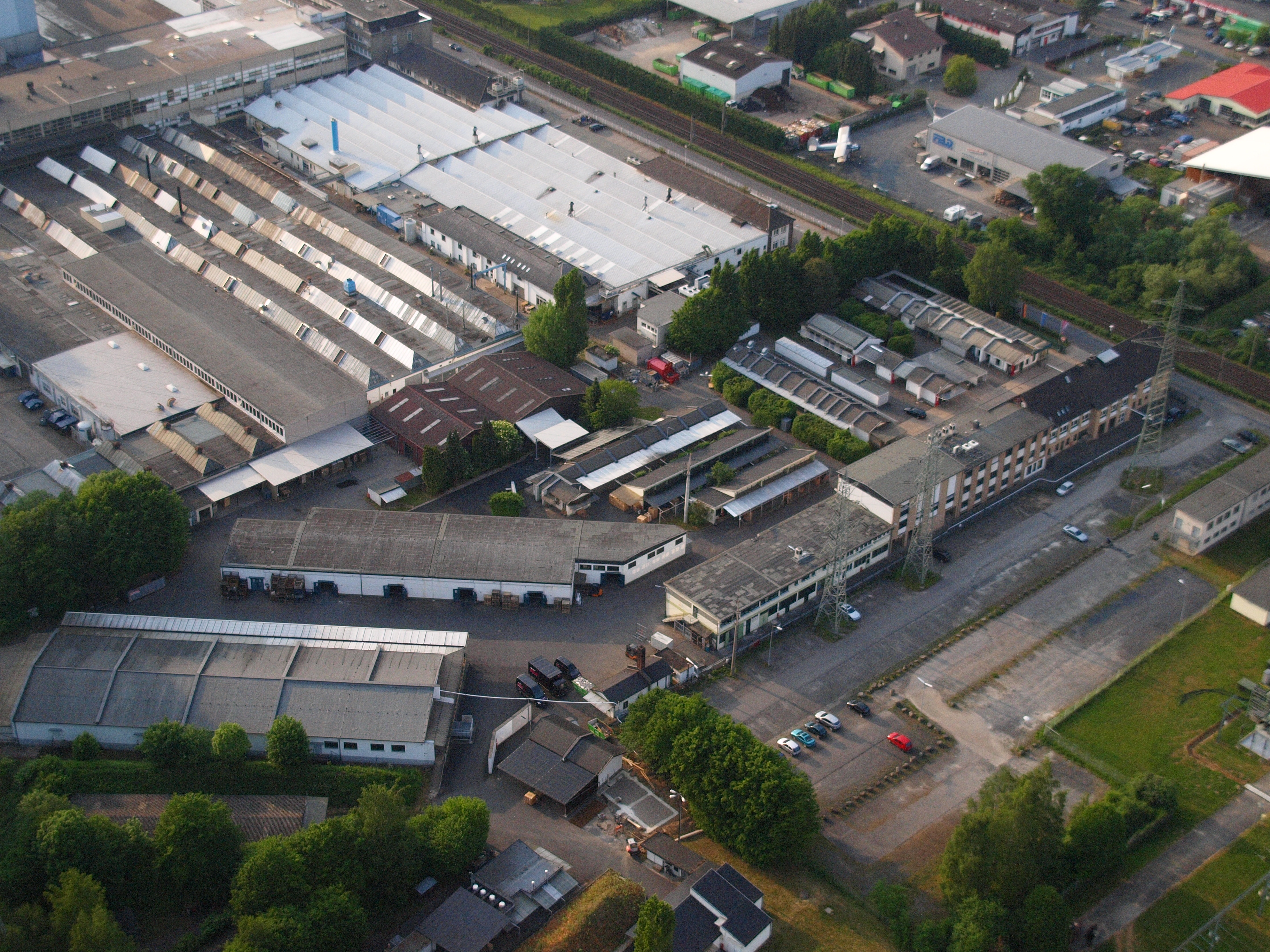
Luftaufnahme der Weco-Fabrik in Eitorf

## Geschichte

### 20. Jahrhundert

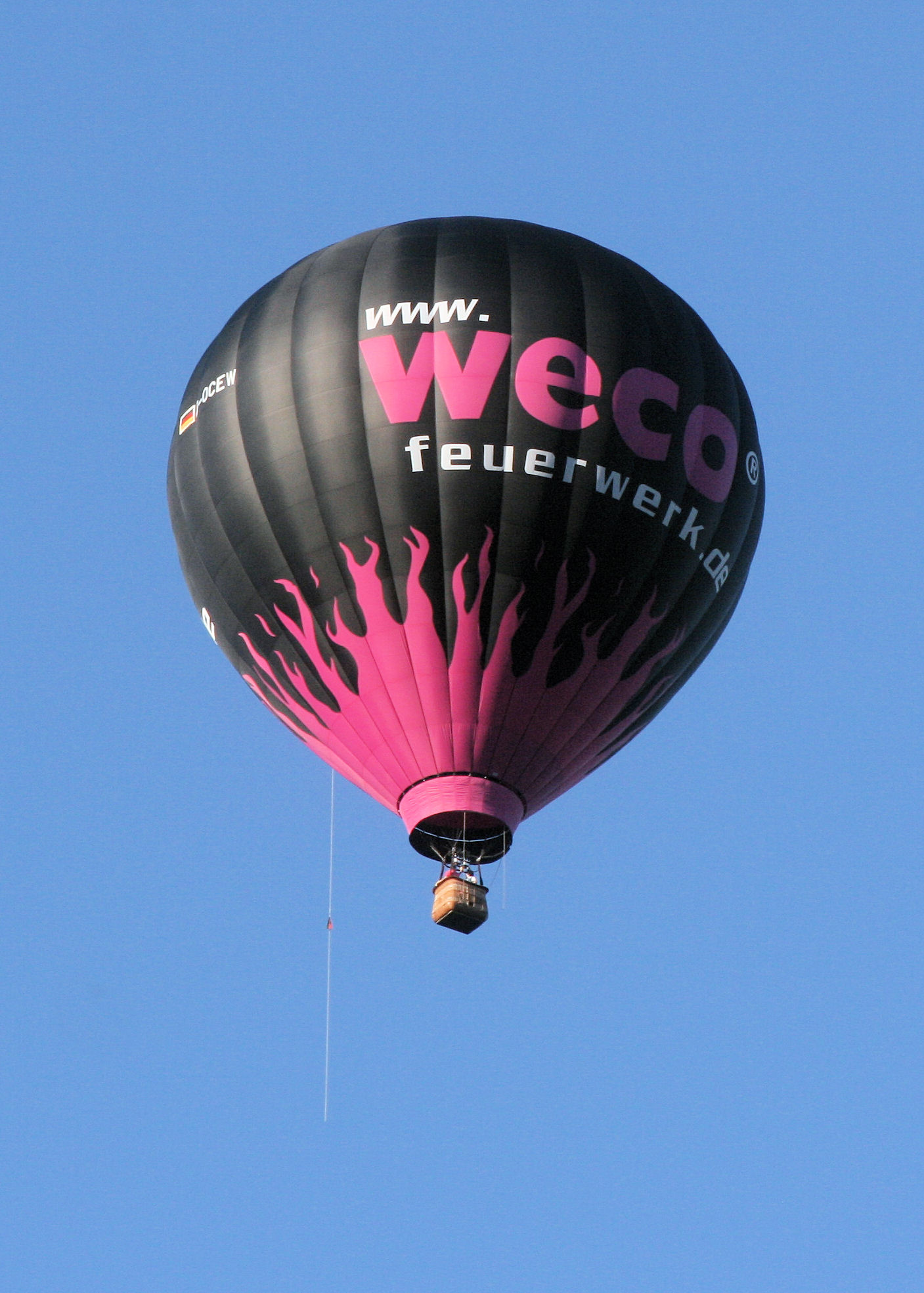
Einer der Werbeträger von Weco

Am 20. September 1948 gründete Hermann Weber zusammen mit Oskar Drößmar in Eitorf die Firma Pyro-Chemie Hermann Weber & Co., die zunächst Wunderkerzen herstellte.
Weber hatte bereits seit 1925 in einer pyrotechnischen Fabrik in Meiningen gearbeitet, deren Miteigentümer Drößmar war. Inzwischen führte Weber einen Lebensmittelgroßhandel in Eitorf-Hombach, mit dessen finanziellem Hintergrund er seine Idee der Gründung einer eigenen pyrotechnischen Firma verwirklichen konnte. Mit Erlaubnis der britischen Besatzung wurde er der erste Hersteller pyrotechnischer Produkte auf dem Unterhaltungsfeuerwerkssektor im Nachkriegsdeutschland. Erster Standort war eine alte Ziegelei.
Bereits 1955 konnte Weber seinen Lebensmittelhandel aufgeben und bis zum Jahr 1964 wurde das Werk in Eitorf so ausgebaut und das Produktspektrum um Raketen und Knallkörper erweitert, dass das Unternehmen 150 Mitarbeiter hatte. Hermann Weber zahlte seinen Compagnon aus und übergab 1966 die gleichberechtigte Geschäftsleitung seinem Adoptivsohn Frank Weber-Picard und Günter Scherzer. In der Folgezeit wurde das Geschäft auch auf die Benelux-Länder und Frankreich erweitert. 1968 kaufte Pyro-Chemie ein Konkurrenzunternehmen in Kiel-Holtenau auf und 1969 einen weiteren Wettbewerber aus Berlin. Ab 1975 erfolgte die Auslieferung der Produkte über ein Großlager in Nürnberg-Altenfurt, das bis 2002 genutzt wurde. 1984 zog sich der inzwischen 80-jährige Hermann Weber, der auch das Bundesverdienstkreuz erhielt, aus der Geschäftsführung zurück. Für das Stammwerk in Eitorf wurde 1984 auf 40.000 m² zugekaufter Fläche ein neues Zentrallager errichtet.
1987 firmierte Pyro-Chemie in Weco Pyrotechnische Fabrik GmbH um, abgeleitet von den Firmengründern Weber und Co. 1989 übernahm Weco die Firma Spielzeugpistolen und Amorces-Fabrik Ferdinand Wicke in Hattingen und 1991 von der Treuhand eine seit 300 Jahren bestehende, traditionsreiche Feuerwerksfabrik im sächsischen Freiberg, die fortan als Sachsen Feuerwerk produzierte. 1997 wurden die ersten Batteriefeuerwerke entwickelt.
1998 übernahmen – zum 50-jährigen Firmenjubiläum – Thomas Schreiber und Dieter Kuchheuser die Geschäftsführung, während Frank Weber-Picard weiterhin in beratender Funktion für die Firma tätig blieb und gleichzeitig bis 2003 alleiniger Gesellschafter der Weco GmbH war. Als weiterer Konzernbestandteil wurde die SF-Automotive Freiberg aufgebaut, die für die Takata Petri GmbH pyrotechnische Granulate für Gasgeneratoren in Airbags herstellt. Da ein Großteil des Feuerwerks aus China stammt, wurde dort ein Büro zur Qualitätskontrolle, dem Vertrieb sowie der Optimierung der Exporte eingerichtet.

### 21. Jahrhundert
2003 übernahmen die Geschäftsführer Schreiber und Kuchheuser die Anteile von Weber-Picard im Rahmen eines Management-Buy-outs. Die 1991 aufgekaufte Tochterfirma Sachsen Feuerwerk wurde 2004 vollständig in den Mutterkonzern überführt und firmiert seit dem unter Weco Freiberg. In den Jahren 2005 und 2006 wurden Tochterfirmen in Frankreich (Weco France S.A.R.L.), Österreich (Weco Austria GmbH) und Großbritannien (Weco Fireworks Limited) gegründet. Das Marketing wurde als Sponsor beim Fußball-Bundesligisten VfL Bochum und als Hauptsponsor des TSV Germania Windeck intensiviert. Im Dezember 2007 wurde auf dem Gelände in Kiel die Newco Safety Technologies (NST) als hundertprozentige Weco-Tochter gegründet; diese stellt pyrotechnische Artikel für die Sicherheitstechnik her.
2010 wurde die Liebenwein-Weco Pyrotechnik GmbH in Österreich gegründet, die aus einer Kooperation zwischen Weco unter dem österreichischen Feuerwerkhersteller Liebenwein hervorging. Ebenfalls 2010 erfolgte die Gründung der Weco Suisse AG in der Schweiz, sowie die Gründung der GBV Weco Vuurwerk in den Niederlanden, das Ergebnis eines Zusammenschlusses mit dem niederländischen Feuerwerkhersteller GBV Vuurwerk. Im Jahr 2013 ergänzte Weco das Batteriesortiment um die Rubrik Pyromould. Pflanzenfasern, natürliche Stärke und Calciumcarbonat werden bei diesen Batterien zu einem Verbundstoff gepresst. Die Batterien werden aus nachwachsenden Rohstoffen hergestellt.

#### Covid-19-Pandemie
Während der COVID-19-Pandemie konnten Feuerwerkskörper an den Jahreswechseln 2020/2021 und 2021/2022 aufgrund behördlicher Auflagen (Verkaufsverbot von Silvesterfeuerwerk) nicht verkauft werden. Ziel der Maßnahmen war, dass an Kapazitätsgrenzen kommende Kliniken nicht noch mit zusätzlichen Unfallopfern durch nicht sachgemäßen Umgang mit Feuerwerkskörpern belastet werden. Das Geschäftsjahr 2020/2021 schloss Weco mit 25 Mio. Euro Verlust ab. Der Staat erstattete die Fixkosten, Umsatzausfälle wurden zunächst nicht erstattet. 150.000 Paletten Feuerwerk, was rund 30.000 Tonnen Nettoexplosivmasse entspricht, konnten nicht verkauft werden und mussten zwei Jahre auf 30 Hallen über die Republik verteilt gelagert und finanziert werden.
Im Dezember 2021 gab das Unternehmen die Schließung des Werks in Freiberg mit 100 Beschäftigten aufgrund des zweimaligen Verkaufsverbots 2020 und 2021 bekannt. Das weitläufige Gelände mit 550.000 Quadratmetern Fläche und 194 Gebäuden sei nicht mehr wirtschaftlich gewesen. Zu DDR-Zeiten gehörte das Gelände zum VEB Pyrotechnik Silberhütte Freiberg. Die Mitarbeiterzahl des Unternehmens sank binnen fünf Jahren von 460 auf 218 Beschäftigte Ende 2023, was hauptsächlich den ausgefallenen Verkäufen in der COVID-19-Pandemie zugeschrieben wurde.
Zum Jahreswechsel 2022/2023 waren Silvesterfeuerwerke wieder erlaubt, offenbar durch Nachholeffekte lagen die Verkaufszahlen nach Angaben von Weco über den Erwartungen. Dabei konnten auch die hohen Lagerbestände abgebaut werden. Nachdem der Jahresumsatz während der Zeit der COVID-19-Maßnahmen auf unter 20 Mio. Euro eingebrochen war, stieg er für das Geschäftsjahr zwischen Mai 2022 und April 2023 wieder auf 158,3 Mio. Euro.
Für eine größere Risikodiversifikation von Weco wurde 2022 die Tochtergesellschaft Weco Logistik GmbH gegründet, die als Logistikdienstleister und Vermittler eigener Gewerbe- und Mietflächen agieren soll.

## Unternehmensstruktur
Weco unterhält seinen Sitz in Eitorf im Rhein-Sieg-Kreis. Stand 2022 hält Geschäftsführer Schreiber seit 2003 46 % der Unternehmensanteile, der ehemalige Geschäftsführer Kuchheuser 44 %. Die restlichen 10 % der Anteile teilen sich die aktuellen Geschäftsführer Thomas Kahn und Jürgen Bluhm. Der Mutterkonzern Weco Pyrotechnische Fabrik GmbH unterhält eine Reihe von Tochtergesellschaften und Beteiligungen.
Weco stellte nach eigenen Angaben von 2016 etwa 35 % seiner Gesamtproduktion in Deutschland her. Das Unternehmen ist Stand 2024 Deutschlands einziger industrieller Feuerwerk-Hersteller, da andere größere Feuerwerkshersteller ausschließlich im Ausland produzieren und es daneben nur kleinere Manufakturen gibt. Die Produktionsstätten befinden sich in Eitorf und Kiel. Eine dritte Produktionsanlage in Freiberg wurde 2021 stillgelegt. Die restlichen 65 % werden aus Asien, hauptsächlich China, bezogen.
Weco ist Mitglied im VPI, dem Verband der pyrotechnischen Industrie.

## Produkte

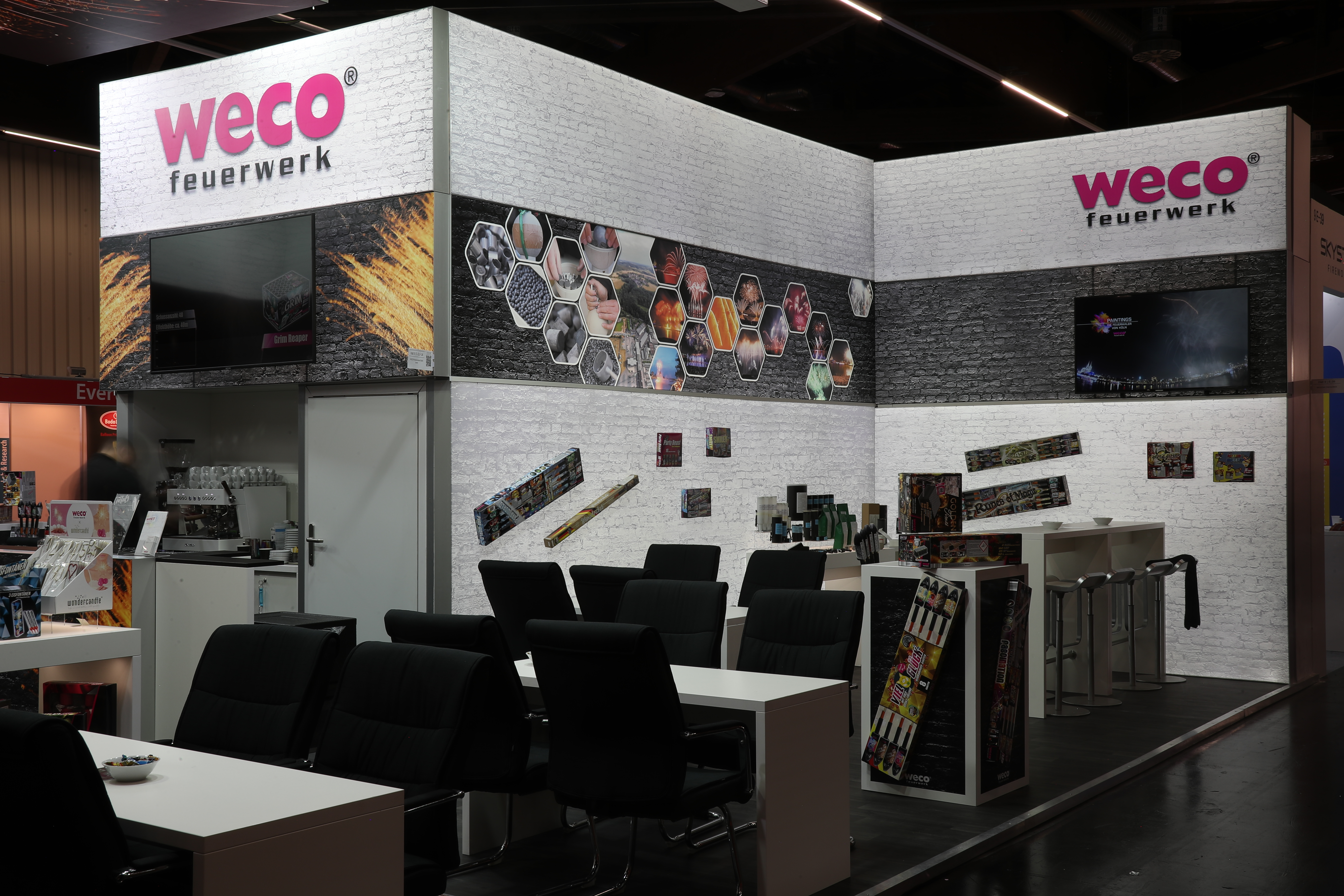
Stand auf der Nürnberger Spielwarenmesse 2024

Zu den Geschäftssegmenten von Weco zählen Silvesterfeuerwerke, Bühnen- und Großfeuerwerke sowie technische Feuerwerksartikel. Das Hauptgeschäft in den Tagen vor Silvester macht üblicherweise über 90 % des Jahresumsatzes aus. Feuerwerke werden aber auch für internationale Feiertage wie den Guy Fawkes Day in Großbritannien, den Unabhängigkeitstag der Vereinigten Staaten oder den Bundesfeiertag der Schweiz hergestellt. Daneben bietet Weco ganzjährig verkaufbare Produkte wie Bühnen-Feuerwerke, Wunderkerzen und Knallbonbons an.
Weco stellt Raketen, Batteriefeuerwerk, Leucht- und Tagesfeuerwerke, Knallartikel und Wunderkerzen her. Mit Aldi, Lidl, Kaufland, Rewe und Penny Markt hat die Mehrzahl der größten deutschen Einzelhandelsketten Produkte von Weco in ihrem Sortiment. Die Produkte von Weco wurden bis 2019 durch Aldi-Süd unter der Handelsmarke Helios vertrieben. 

## Nachhaltigkeit
2022 kündigte Weco an, an Möglichkeiten für nachhaltige Feuerwerke zu arbeiten. So erfolgte ein Wechsel von Plastik- zu Pappmaterialien bei den Raketen, zudem bestehen die Umverpackungen mittlerweile aus Faltschachteln aus Kartonage statt aus Kunststoffen wie PVC. 90 % der Feuerwerkskörper bestünden bereits aus Altpapier und Holz, aber das Ziel sei es, Kunststoff vollständig zu ersetzen. So wurden etwa zum Jahresende 2023 plastikfreie Raketen angeboten.

## Hermann-Weber-Stiftung
Der Firmengründer Weber vermachte Teile seines Vermögens einer Stiftung mit dem Zweck, Projekte für junge und alte Menschen in der Gemeinde Eitorf anzuschieben. Die Stiftung übernahm mit einem jahrelangen Zuschuss den Ausbau und Unterhalt des Eitorfer Hallenbades zu einem Spaßbad, welches aufgrund dessen in Hermann-Weber-Bad umbenannt wurde.